# Virginia Ruzici
Virginia Ruzici (Câmpia Turzii, Rumanía, 31 de enero de 1955) es una extenista rumana, campeona de Roland Garros en 1978.
Es considerada la mejor jugadora del tenis femenino rumano.

## Biografía
Virginia Ruzici nació en Câmpia Turzii, Transilvania (Rumanía), el 31 de enero de 1955. Se graduó en la IEFS de Bucarest, actual Universidad Nacional de Educación Física y Deporte, donde se tituló en 1979. Fue campeona absoluta de su país en 1972, en edad todavía juvenil, al ganar el campeonato nacional senior en dobles junto con Mariana Simionescu. Se hizo profesional en 1975 y tres años después, en 1978, ganó el torneo de Roland Garros al ganar en la final a la campeona del año anterior, la yugoslava Mima Jaušovec. Había sido finalista también en las categorías de dobles femenino y mixto. Además, junto a Jaušovec, también ganó el torneo en la modalidad de dobles. Volvería a jugar la final del torneo parisino, cayendo ante la norteamericana Chris Evert.
Ruzici llegó a jugar 27 finales individuales y 35 de dobles ganando, respectivamente 12 y 16 torneos. Llegó a ser la número 8 del mundo. En 1978 y 1979 fue finalista en la modalidad mixta de Roland Garros, formando dupla con el francés Patrice Dominguez y el rumano Ion Tiriac respectivamente.
Tras su retirada en 1987, se dedica a labores de comentarista deportiva y, desde 2008 es mánager de la tenista Simona Halep.

## Estilo
Ruzici se caracterizaba por ser una atleta cerebral. Tenía un estilo riguroso de ataque y un golpeo potente de derecha.

## Trayectoria

### Torneos de Grand Slam

#### Campeonato en individuales
| Año  | Campeonato    | Oponente en la Final | Resultado |
| 1978 | Roland Garros | Mima Jaušovec        | 6–2, 6-2  |

#### Finalista en individuales
| Año  | Campeonato    | Oponente en la Final | Resultado |
| 1980 | Roland Garros | Chris Evert          | 0-6, 3-6  |

#### Campeonato en dobles
| Año  | Campeonato    | Compañera     | Rivales                     | Resultado     |
| 1978 | Roland Garros | Mima Jaušovec | Lesley Turner Gail Sherriff | 5-7, 6-4, 8-6 |

#### Finalista en dobles
| Año  | Campeonato | Compañera     | Rivales                   | Resultado        |
| 1978 | Wimbledon  | Mima Jaušovec | Kerry Reid Wendy Turnbull | 6-4, 8-9(8), 3-6 |

#### Finalista en dobles mixtos
| Año  | Campeonato    | Compañero         | Rivales                      | Resultado          |
| 1978 | Roland Garros | Patrice Dominguez | Renata Tomanova Pavel Složil | 4-6, 7-6, retirada |
| 1979 | Roland Garros | Ion Tiriac        | Wendy Turnbull Bob Hewitt    | 3-6, 6-2, 1-6      |

### Títulos

#### Individuales
| Clasificación        |
| Grand Slam (1)       |
| WTA Championship (0) |
| Tier I (0)           |
| Tier II (0)          |
| Tier III (0)         |
| Tier IV (0)          |
| Tier V (0)           |
| VS (11)              |

| Títulos por superficie |
| Cemento (1)            |
| Tierra (9)             |
| Hierba (0)             |
| Moqueta (2)            |

| Nº  | Fecha                    | Torneo         | Superficie | Rival              | Resultado          |
| 1.  | 18 de agosto de 1975     | South Orange   | Tierra     | Mariana Simionescu | 6-1, 6-1           |
| 2.  | 26 de septiembre de 1977 | Palm Harbor    | Tierra     | Laura DuPont       | 6-4, 4-6, 6-2      |
| 3.  | 29 de mayo de 1978       | Roland Garros  | Tierra     | Mima Jaušovec      | 6-2, 6-2           |
| 4.  | 24 de julio de 1978      | Kitzbühel      | Tierra     | Sylvia Hanika      | 6-4, 6-3           |
| 5.  | 16 de octubre de 1978    | Brighton       | Moqueta    | Betty Stöve        | 5-7, 6-2, 7-5      |
| 6.  | 21 de julio de 1980      | Kitzbühel      | Tierra     | Hana Mandlikova    | 3-6, 6-1. retirada |
| 7.  | 8 de septiembre de 1980  | Salt Lake City | Cemento    | Ivanna Magruga     | 6-1, 6-3           |
| 8.  | 12 de julio de 1982      | Montecarlo     | Tierra     | Bonnie Gadusek     | 6-2, 7-6           |
| 9.  | 19 de julio de 1982      | Kitzbühel      | Tierra     | Lea Plchová        | 6-2, 6-2           |
| 10. | 2 de agosto de 1982      | Indianápolis   | Tierra     | Helena Sukova      | 6-2, 6-0           |
| 11. | 3 de octubre de 1983     | Detroit        | Moqueta    | Kathy Jordan       | 4-6, 6-4, 6-2      |
| 12. | 15 de julio de 1985      | Bregenz        | Tierra     | Mima Jaušovec      | 6-2, 6-3           |